# Kodeks 0302
Kodeks 0302 (Gregory-Aland no. 0302) – grecko-koptyjski kodeks uncjalny  Nowego Testamentu na pergaminie, datowany metodą paleograficzną na VI wiek. Rękopis jest przechowywany w Berlinie. Tekst rękopisu nie jest wykorzystywany we współczesnych wydaniach  greckiego Nowego Testamentu. 

## Opis
Zachował się fragment 1 pergaminowej karty rękopisu, z greckim oraz koptyjskim tekstem  Ewangelii Jana (10,29-30). Zachowany fragment ma rozmiar 7,5 na 3,7 cm. Tekst jest pisany jedną kolumną na stronę, 5 linijek tekstu na stronie (dotyczy fragmentu). Fragment pochodzi z dolnej krawędzi kodeksu. Zachowane 7-8 liter w linii to prawdopodobnie prawie połowa szerokości kolumny z 14-15 literami. Pionowe równoległe fałdy mogą wskazywać, że był to amulet. 
Fragment stawia pewne trudne do rozwiązania pytania, zachował się tekst biblijny oraz nagłówek „Hermeneia” (Objaśnienia), jednak objaśnień brak. 

## Historia
Rękopis powstał prawdopodobnie w Egipcie.  INTF datuje rękopis 0302 na VI wiek . 
Fragment nie jest cytowany w wydaniach greckiego Nowego Testamentu Nestle-Alanda (NA27, NA28). Nie jest też cytowany w czwartym wydaniu Zjednoczonych Towarzystw Biblijnych (UBS4). 
Tekst fragmentu opublikował David C. Parker w 2009 roku . 
Rękopis jest przechowywany w Staatliche Museen (P. 21315) w Berlinie . 